# Úpice
Úpice é uma cidade checa localizada na região de Hradec Králové, distrito de Trutnov‎.